# No Areinho, Douro
No Areinho, Douro é um óleo sobre madeira da autoria do pintor português Silva Porto. Pintado em 1880 e mede 37,4 cm de altura e 56 cm de largura.
A pintura pertence ao Museu Nacional de Soares dos Reis de Porto.